# Кшидліна-Мала
Кшидліна-Мала (пол. Krzydlina Mała, нім. Klein Kreidel) — село в Польщі, у гміні Волув Воловського повіту Нижньосілезького воєводства.
Населення — 440 осіб (2011).
У 1975-1998 роках село належало до Вроцлавського воєводства.

## Демографія
Демографічна структура станом на 31 березня 2011 року:
|          | Загалом | Допрацездатний вік | Працездатний вік | Постпрацездатний вік |
| -------- | ------- | ------------------ | ---------------- | -------------------- |
| Чоловіки | 220     | 56                 | 151              | 13                   |
| Жінки    | 220     | 60                 | 122              | 38                   |
| Разом    | 440     | 116                | 273              | 51                   |